# Scarperia
Scarperia là một đô thị ở tỉnh Firenze trong vùng Toscana, tọa lạc khoảng 25 km về phía đông bắc của Florence. Tại thời điểm ngày 31 tháng 12 năm 2004, đô thị này có dân số 7.273 người và diện tích là 79,4 km².
Đô thị Scarperia có các frazioni (các đơn vị cấp dưới, chủ yếu là các làng) Sant'Agata Mugello, Ponzalla, và Marcoiano.
Scarperia giáp các đô thị sau: Barberino di Mugello, Borgo San Lorenzo, Firenzuola, San Piero a Sieve.